# Acacia semperflorens
Acacia semperflorens är en ärtväxtart som beskrevs av Nikolaus Joseph von Jacquin. Acacia semperflorens ingår i släktet akacior, och familjen ärtväxter. Inga underarter finns listade i Catalogue of Life.

## Bildgalleri

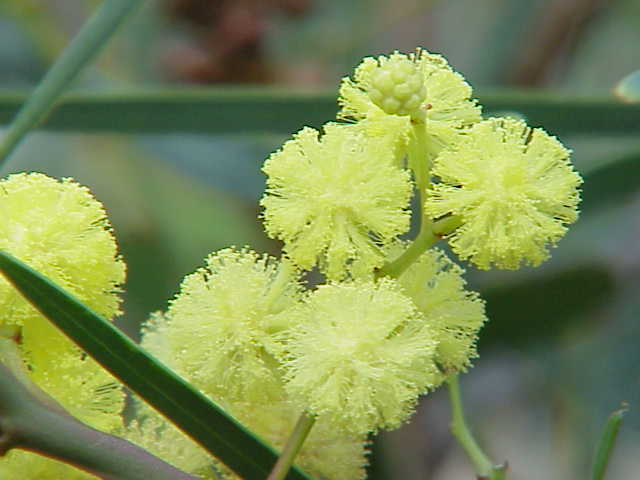
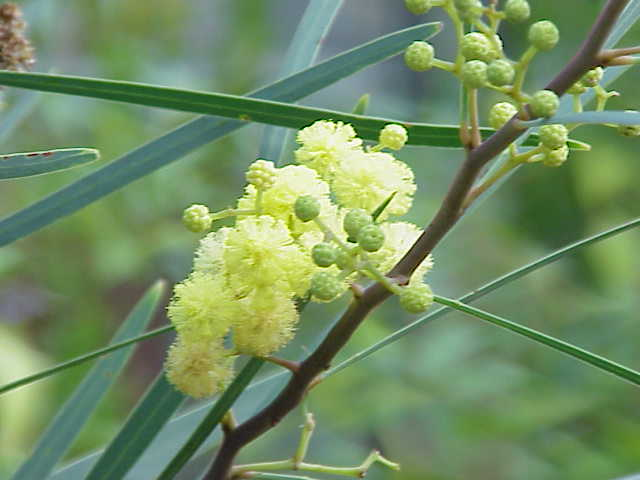
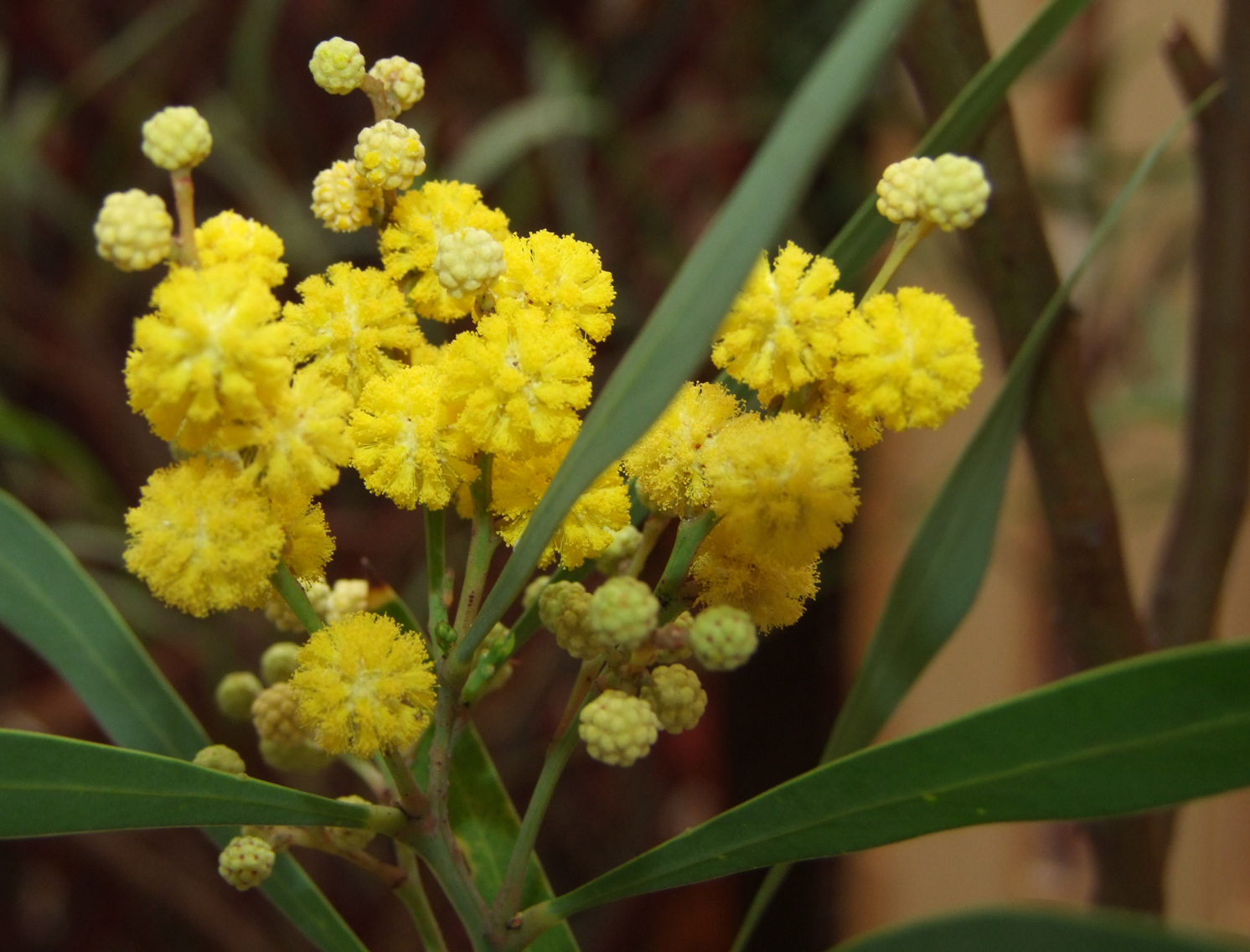
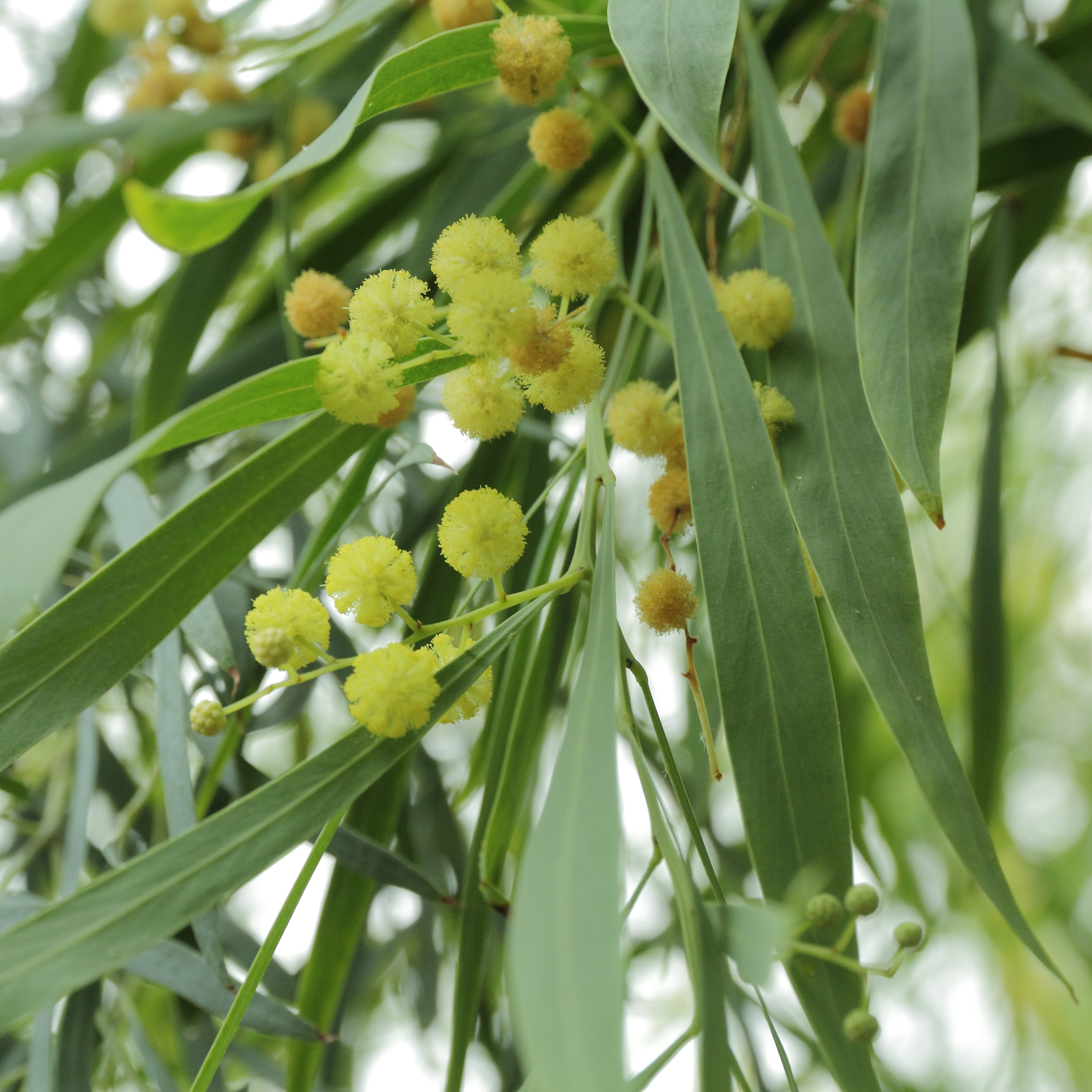